# 四湖战役
四湖战役（英語：Battle of Four Lakes）是1858年科达伦战争期间在美国华盛顿领地（现华盛顿州和爱达荷州）发生的一场战役。科达伦战争是1855年开始的雅基马战争的一部分。这场战役发生在今天的华盛顿州四湖附近，交战双方为美国陆军与由科达伦、帕卢斯、斯波坎和雅基马战士组成的美洲原住民部落联盟。

## 背景
科达伦人的土地未受到条约的保护，该部落对矿工和白人定居者入侵他们的领土感到愤怒。他们还认为，不久前在达尔斯堡附近开始修建的穆兰路是美国夺取土地的前兆。两名白人矿工被杀，美国陆军进行了报复。科达伦战争（规模更大的亚基马战争的最后一部分）始于1858年5月17日的松溪战役（现华盛顿州罗萨莉娅附近），在此期间，一支由名誉中校爱德华·斯特普托指挥的164名美国陆军步兵和骑兵组成的纵队被一支主要由卡尤塞、科达伦、斯波坎和雅基马战士组成的队伍击溃。
斯特普托战败后，达尔斯堡指挥官乔治·赖特上校率领了一支规模更大的部队，由500名陆军士兵、200名平民牧民和30名尼米普人侦查员组成，抵达附近的沃拉沃拉堡，然后向北前往斯波坎平原（靠近现代华盛顿州斯波坎）。赖特的部队装备了新式春田M1855式前装滑膛枪。这些枪支的射程为1000码（910米），是斯特普托过时枪支射程的20多倍。他们的武器射程也是美洲原住民所用武器（弓箭和火枪）的五倍。赖特的士兵还携带了两门12磅（5.4公斤）的榴弹炮和两门6磅（2.7公斤）的加农炮。

## 战斗

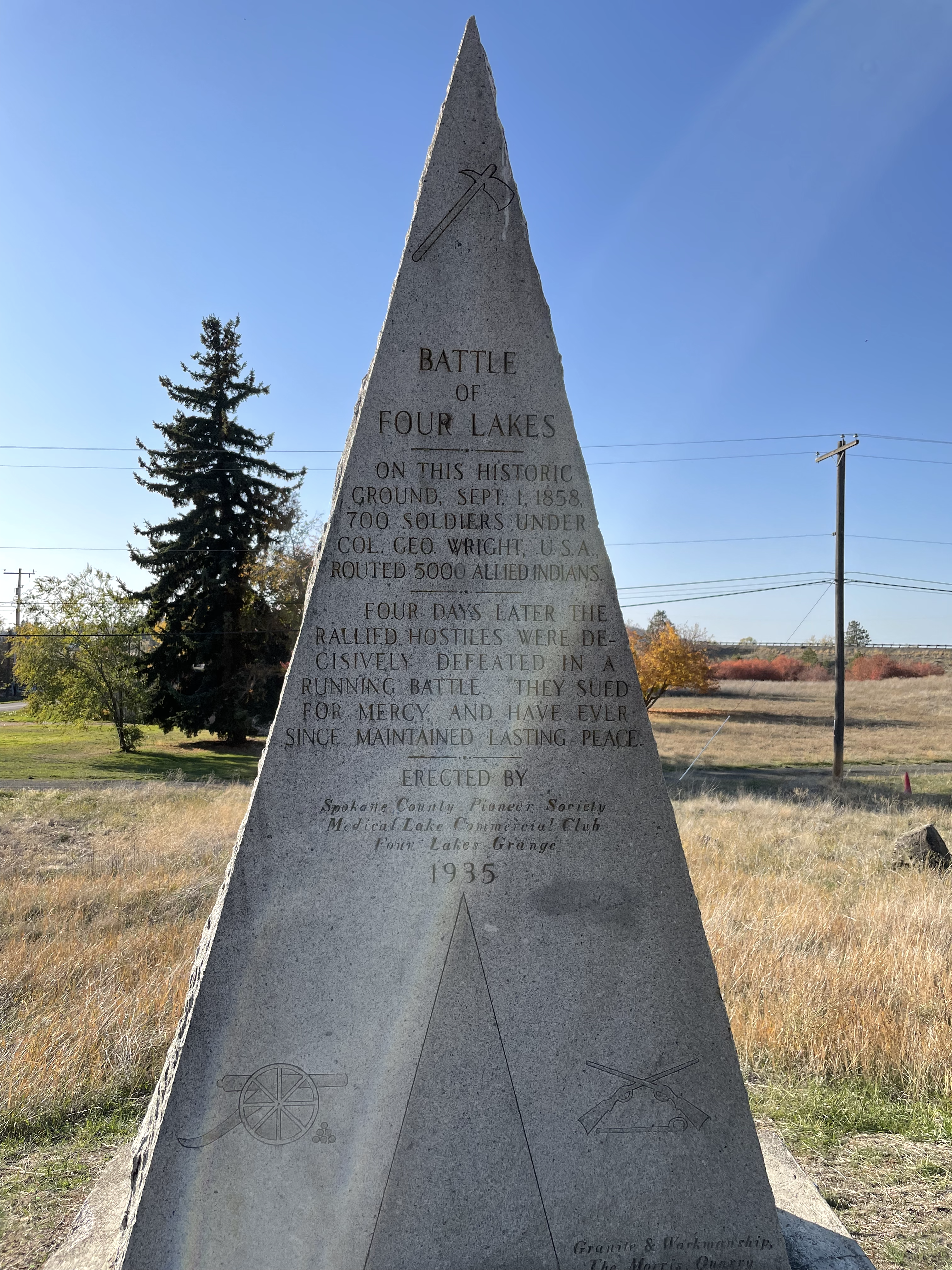
四湖纪念碑

1858年9月1日黎明时分，赖特的士兵醒来，发现一大群印第安人站在一条东西走向的山脊上，这条山脊距离赖特营地约2英里（3.2公里），连接着东部的草地湖和西部的花岗岩湖/柳湖。这支印第安人部队总共约有500人，他们计划引诱赖特的骑兵越过山脊，进入平原，在那里，他们能够凭借更快的坐骑和更优越的骑术来消灭赖特的骑兵。如果计划得逞，这将使赖特的步兵陷入困境，无法补给，很容易成为猎物。卡米亚金酋长与帕卢斯人和雅基玛人占据队伍中心。队伍左侧是卡米亚金的侄子夸尔坎和更多的雅基玛人，以及科达伦酋长斯特拉姆（Stellam）和他的部落战士。队伍右侧是斯波坎酋长波拉特金（Polatkin）和他的部落成员。
赖特派遣中尉约翰·穆兰率领30名尼米普人发起进攻，他们向右翼猛攻，然后冲到山脊后方，迫使山脊上的印第安人撤退。赖特随后派步兵越过山脊。步兵线在距离印第安人部队600码（550米）处停了下来，印第安人（根据他们之前与斯特普托交战的经验）认为自己已经安全脱离了射程。步兵开火，歼灭了一些印第安人，并驱散了其中大多数人。随后赖特的骑兵从左边的山脊上疾驰而过，冲向印第安人主力部队，驱散了更多的印第安人，并将许多人赶进了赖特右侧的树林。赖特的炮兵部队开到山脊，向树林开火。
战斗一直持续到下午2点。赖特的陆军部队未见人员损失，而美洲原住民的阵亡人数则达到17至20人，受伤人数更是这个数字的数倍。尽管赖特的骑兵乘胜追击了印第安人，但他们的坐骑速度较慢，并且驮载了太多装备，很快就疲倦了，部队无法跟上追击。
卡米亚金原本指望美军再一次战败，这样就能召集更多部落和战士加入他的事业，并大大扩充他的联盟，但四湖战役的失败意味着这样的机会没有出现。尽管双方随后还爆发了另一场战役，起义实际上就此结束。

### 引用
1. ↑  Frey 2001，第79-81頁.
2. ↑  Glassley 1953，第143頁.
3. ↑  Manring 1912，第137-138頁.
4. 1 2  Manring 1912，第174頁.
5. ↑  Josephy 1997，第382頁.
6. ↑  McFarland 2016，第155頁.
7. ↑  Petersen 2014，第74, 84頁.
8. ↑  Petersen 2014，第84頁.
9. 1 2  McFarland 2016，第175頁.
10. 1 2  Pierpaoli 2001，第302頁.
11. ↑  Woodworth-Ney 2004，第66頁.
12. ↑  Petersen 2014，第86頁.
13. ↑  Petersen 2014，第86-87頁.
14. 1 2  Manring 1912，第193頁.
15. 1 2 3  Petersen 2014，第87頁.

### 文献
- Frey, Rodney. . Seattle: University of Washington Press. 2001. ISBN 9780295801629.
- Glassley, Ray Hoard. . Portland, Ore.: Binfords & Mort. 1953.
- Josephy, Alvin M. . Boston: Houghton Mifflin. 1997. ISBN 9780395850114.
- Manring, Benjamin Franklin. . Spokane, Wash.: Inland Print. Co. 1912.
- McFarland, Ronald E. . Jefferson, N.C.: McFarland & Company. 2016. ISBN 9781476662329.
- Pierpaoli, Paul G. Jr. . Tucker, Spencer; Arnold, James R.; Wiener, Roberta  (编). . Santa Barbara, Calif.: ABC-CLIO. 2001. ISBN 9781851096978.
- Petersen, Keith. . Pullman, Wash.: Washington State University Press. 2014. ISBN 9780874223217.
- Woodworth-Ney, Laura. . Boulder, Colo.: University Press of Colorado. 2004. ISBN 9780870817618.

## 扩展阅读
- U.S. Army defeats Native Americans at Battle of Four Lakes on September 1, 1858 HistoryLink.org